# Cantó de Mala Mòrt
El cantó de Mala Mòrt és un cantó del departament francès de la Corresa, a la regió de la Nova Aquitània. Està inclòs al districte de Briva la Galharda i té sis municipis. El cap cantonal és Mala Mòrt.

## Municipis
- La Chapela aus Bròsts
- Dampnhac
- Mala Mòrt
- Ussac
- Vares
- Venarsal

## Història
| Data d'elecció                           | Identitat      | Partit | Qualitat |
| ---------------------------------------- | -------------- | ------ | -------- |
| 1982-1985                                | M. Rebel       | PS     |          |
| 1985-1998                                | Daniel Bourzat | RPR    |          |
| 1998-                                    | Robert Penalva | PS     |          |
| les dades anteriors no són pas conegudes |                |        |          |
|                                          |                |        |          |

## Demografia
| 1962  | 1968  | 1975  | 1982   | 1990   | 1999   | 2006   |
| ----- | ----- | ----- | ------ | ------ | ------ | ------ |
| 5.685 | 6.599 | 8.622 | 10.763 | 12.355 | 13.004 | 13.907 |